# Manastir sv. Bogorodice Veljuse
Manastir sv. Bogorodice Veljuse (Eleousa) (makedonski: Манастирот Св. Богородица - Вељуса) se nalazi u blizini sela Veljusa, kod grada Strumice, u Republici Makedoniji.
Manastir leži na padinama planine Ogražden, udaljen je 7 km. od Strumice.
Sagrađen je u 11. stoljeću, za vrijeme Bizanta. 

## Povijest
Crkvu sv. Marije Milosrdne (Eleousa) dao je sagraditi monah isposnik (kasniji strumički episkop) Manuel 1080. godine. Originalne kamene ploče s grčkim natpisom o vremenu izgradnje, koje su stajale kao arhitravi iznad ulaznih vrata, za vrijeme Prvog svjetskog rata su izvađene i odnesene u Arheološki muzej u Sofiju, danas su na njihovom mjestu kopije.
Od 13. st. manastir je podređen Atoskom manastiru Ivironu, sve do Balkanskih ratova 1913. godine.
Sredinom 13. st. u manastiru je živjelo 23 monaha, a u njegovoj biblioteci bila su četiri evanđelja i 64 manuskripta i 35 ikona. 
Samostanska crkva je jedini svjedok svih promjena koje je doživio samostan kroz 
tisuću godina svoje povijesti. To je crkva s četverolisnim tlocrtom, u sjecištu brodova 
diže se osmerokutna kupola tu se nalazi naos s oltarom, i po tome je Eleousa rijetko zdanje takve vrste u Makedoniji. Crkva je imala narteks, i južnu kapelu (sv.Spas), koja je kasnije pretvorena u sakristiju. Iznad nateksa i južne kapele također su podignute kupole, samo nešto manje i manje visine.
Preostale izvorne freske u crkvi su prilično oštećene, 1913. godine crkvu su zapalili posljednji grčki monasi, koji su napuštali samostan. Tako da je djelomično izgorjela, na taj način je veći broj fresaka uništen. 
Na preostalim freskama jasno se uočavaju dva razdoblja njihova nastanka. Prvi datira iz vremena gradnje crkve - 11. st., dijelovi očuvanih fresaka nalaze se u oltarnom prostoru (sv. Marija s dostojanstvenicima u oltarnoj apsidi), u brodu; sv. Marija između Ivana Krstitelja i dva arkanđela, Starozavjetni proroci, Krist Pantokrator u kupoli, i Silazak Krista u pakao, te u južnoj kapeli sv. Nifon, sv. Pantelejmon, i Krist Emanuel. Freske iz druge faze su iz 12. stoljeća, nalaze se u egzonarteksu na zapadnom i sjevernom zidu južnih vrata (lik sv.  Onofrija je jedini sačuvan). Posljednji sloj fresaka u crkvi je iz 19. st.
U unutrašnjosti crkve nalaze se sačuvani originalni fragmenti starog mramornog 
ikonostasa i fragmenti starog podnog mozaika. Od originalne kamene plastike iz 11. st. ostali su stupovi, gornji arhitrav, nekoliko kapitela i dio doljnje kamene oltarne pregrade.
Manastir je izvorno imao nezavisan zvonik, koji je u međuvremenu porušen, ponovno je podignut u 20. st. 
U dvorištu manastira je otkopana kupaonica, koja je sagrađena krajem 10. stoljeća i 
pripada zapravo Istočnoj Vodočkoj crkvi. Zgrada je imala dvije etaže, prizemlje 
ukopano u zemlju i kat iznad njega. U prizemljuje bilo ložište i instalacije za grijanje, a kupaone su bile na katu. Prva soba služila je kao garderoba i prostor za kupanje s hladnom vodom. Druga soba služila je za kupanje s toplom vodom, a treća soba je bila sauna. Dovod vode je potpuno uništen,  sačuvan je samo kanal za odvod vode u 
rječicu Vodočicu. Kupalište je stradalo istodobno kad i istočna Vodočka crkva. 
Garderoba je napuštena a druga i treća soba su pretvorene u radionice za staklo.
Manastrir Veljusa je restauriran i obnovljen u razdoblju od 1975. – 1985. godine.
Od 1996. godine, manastir je ženski, u njemu živi 10 monahinja iz Makedonije, Rumunjske, Hrvatske, Rusije i Srbije.

## Vanjske poveznice
- Veljusa – Monastery of the Most Holy Theotokos Eleusa (engl.)
- Sv. Bogorodica - Eleusa (engl.)
- Kratki film o manastiru  Arhivirana inačica izvorne stranice od 5. ožujka 2016. (Wayback Machine)
- Makedonski manastiri  Arhivirana inačica izvorne stranice od 2. studenoga 2009. (Wayback Machine)
- panorama samostana od 360